# Sludge Glamorous
Sludge Glamorous es un EP de Melvins lanzado en enero de 2010 por la reciente compañía From the Nursery Records, la publicación de este Extended play por alguna razón no fue una noticia muy difundida pero es un impresionante vinilo de 12" con canciones que fueron descartadas de Nude with Boots. Incluye una versión larga de "Dies Iraea", una remezcla de "It Tastes Better Than the Truth" y el cover "Youth of America" de Wipers. Este solo fue lanzado en formato de vinilo contando solo con 2000 ejemplares, pero circula en la red en varios formatos gracias a Melvins BBS forums.

## Lista de canciones

### Lado 1
| N.º | Título                                       | Escritor(es) | Duración |  |
| 1.  | «Dies Iraea [Long Version][*]»               |              | 6:53     |  |
| 2.  | «It Tastes Better Than the Truth [Remix][*]» |              | 5:14     |  |

### Lado 2
| N.º | Título                  | Escritor(es) | Duración |  |
| 3.  | «Youth of America [**]» | Greg Sage    | 9:16     |  |

- [*] con Coady Willis en batería y Jared Warren en bajo, grabado y masterizado por Toshi Kasai. Grabados en West Beach Recorders en 2008.
- [**] con Kevin Rutmanis en bajo, grabado por Tim Green, mezclado por Michael Rozon y masterizado por John Golden. Grabado en Louder Studios en 2000.[2][3]

## Personal
- King Buzzo - Guitarra, voz
- Dale Crover - Batería, voz
- Jared Warren - Bajo, voz
- Coady Willis - batería, voz
- Kevin Rutmanis - Bajo
- Toshi Kasai - Grabación
- John Golden - Mastering
- Tim Green - Grabación
- Michael Rozon - Mastering
- Steven Parrino - Arte